# Real Deportivo Gijonés
El Real Deportivo Gijonés fue un club de fútbol español de la ciudad de Gijón fundado con el nombre de Club Gijón el domingo 4 de marzo de 1928 mediante la fusión del Unión Deportivo-Racing y del Club Fortuna Gijón, que habían terminado la temporada 1927-28 del Campeonato Regional de Asturias en cuarto y quinto lugar respectivamente. El nuevo equipo comenzó a disputar sus partidos como local en el Campo de La Campona que había utilizado el Fortuna, a donde se llevaron la tribuna del Campo de Viesques perteneciente a los racinguistas. Su uniforme era camiseta roja y pantalón azul y debutó en el Campeonato Regional de la temporada 1928-29. En 1930 ganó su único título nacional, venciendo por 3-2 al Hércules de Alicante Club de Fútbol en la Final del día 1 de junio de 1930 del Campeonato de España de Aficionados celebrada en el Estadio de Montjuic.
Al término de la guerra civil española, en 1939, se fusionó con el Real Deportivo Oriamendi, que había sido fundado recientemente por jóvenes de la Comunión Tradicionalista, dando lugar al Real Deportivo Oriamendi – Gijón, que vistió camiseta roja y pantalón blanco y disputó la temporada 1939-40 de la Segunda División en el Campo de Las Palmeras. Tras terminar segundo en el Grupo II de la Tercera División en la temporada 1943-44, se volvió a fusionar, esta vez con el Club Hispania, que también había sido fundado en 1928 y vestía camiseta blanquiazul con pantalón blanco, dando lugar al Real Oriamendi-Hispania. El nuevo equipo pasó a utilizar el mismo uniforme que el Real Gijón, camisa rojiblanca con pantalón azul, y a disputar sus encuentros en el Estadio de los hermanos Fresno. Quedó cuarto en la temporada 1945-46 de Tercera División. Al año siguiente cambió de nombre a Real Deportivo Gijonés y terminó tercero en el  Grupo II de la Tercera División. Entró en crisis tras clasificarse octavo en la temporada 1947-48 y la directiva tradicionalista encabezada por Ramón Gómez Lozana tomó la inevitable decisión de liquidar la sociedad.